# Obadi
Obadi (znanstveno ime Tabanidae) so družina dvokrilcev, znana predvsem po značilnosti, da se prehranjujejo s krvjo sesalcev in boleče pičijo. Vanjo uvrščamo približno 3500 znanih vrst, ki so razširjene praktično po vsem svetu z izjemo najbolj samotnih otokov na skrajnem severu in jugu.

## Opis
So srednje velike do velike žuželke, podobne pravim muham, pogosto s pisanimi iridescenčnimi očmi. Samce je možno enostavno ločiti od samic po tem, da se pri samcih oči stikajo, pri samicah pa so ločene. Kri sesajo zgolj samice, ki potrebujejo obrok za razvoj potomstva (t. i. anavtogenija, enako kot pri komarjih). Pri njih je obustni aparat preoblikovan v bodalo, s katerim zarežejo v kožo žrtve in nato poližejo kri, ki privre na površino. Samci se namesto tega prehranjujejo z rastlinskim nektarjem in pelodom.
Samice odlagajo jajčeca v vodo ali blato, njihove ličinke so plenilske in lovijo druge manjše živali. S tem je verjetno povezana njihova posebnost, namreč sposobnost zaznavanja vodoravno polarizirane svetlobe s spodnjo stranjo očes; funkcija tega še ni povsem pojasnjena, lahko pa da na ta način zaznavajo vodna telesa za odlaganje jajčec. Posledično najdemo obade predvsem v vlažnih okoljih, so pa zelo močni in spretni letalci, tako da se z lahkoto selijo.